# 达拖错
达拖错是一个位于中国西藏自治区昌都地区的湖泊，面积约为3.19平方千米，属于青藏高原。它的一级流域为广西、云南、西藏、新疆诸国际河流，二级流域为怒江、伊洛瓦底江水系。